# The Fortunate Pilgrim (miniserie)
The Fortunate Pilgrim, conocida en italiano como Mamma Lucia y en español como El peregrino afortunado, es una miniserie dramática estadounidense-italiana del año 1988 escrita y dirigida por Stuart Cooper. Está basada en la novela homónima de Mario Puzo.

## Argumento
Lucia Angeluzzi-Corbo (Loren) es una humilde inmigrante italiana que llega a Nueva York durante los años de la Gran Depresión en busca de una vida mejor. Instalada en el barrio de Little Italy, lucha por su sobrevivencia y la de su propia familia.

## Reparto
- Sophia Loren como Lucia.
- Edward James Olmos como Frank Corbo.
- John Turturro como Larry.
- Anna Strasberg como Filomena.
- Yorgo Voyagis como Tony.
- Mirjana Karanović como Clara.
- Annabella Sciorra como Octavia.
- Ron Marquette como Vinnie.
- Hal Holbrook como el doctor Andrew McKay.
- Harold Pruett como Gino.
- Ljiljana Blagojević como Rosa.
- Dianne Daniels como Harriett.
- Pepe Serna como John Colucci.
- Helen Stirling como la tía Louchi.
- Roxann Dawson como Louisa.
- Bernard Kay como Pugnale.
- Frano Lasić como el doctor Laschen.
- Stuart Milligan como Lefty Fay.
- Shane Rimmer como Reilly.